# Mozes de Zwarte
Sint Mozes de Zwarte (Ethiopië, ca. 330 - Scetes, 405) was een ascetische monnik en priester uit de vierde eeuw in Egypte (land). Hij wordt gerekend tot de woestijnvaders.

## Biografie
Mozes was een zwarte bediende van een overheidsfunctionaris in Egypte die hem uit zijn dienst ontsloeg wegens onder meer diefstal. Hij werd vervolgens de leider van een groep bandieten die in de Nijldelta plunderde. Toen een hond hem tegenhield om een overval te plegen, zwoer Mozes wraak op de eigenaar van de hond. Tot de tanden toe bewapend ging hij naar diens huis, maar trof het huis vervolgens leeg aan. Hij stal daarop een schaap en sloeg op de vlucht voor de autoriteiten. Mozes zocht zijn toevlucht in het klooster van Wadi Natroen. Het leven van vrede in het klooster maakte een dusdanige indruk op de bandiet dat hij gedoopt werd en toetrad tot het klooster.
Toen Mozes in zijn woestijncel werd aangevallen door bandieten, vocht hij tegen hen en wist hij hen te verslaan. Vervolgens nam hij de verslagen bandieten naar de kapel mee en vroeg hij aan zijn broeders wat er met de bandieten moest gebeuren. Zij traden vervolgens in bij het klooster. Naarmate de jaren vorderden, groeide Mozes uit tot een spirituele leider van de hermieten in de woestijn en werd ook tot priester gewijd.
In het jaar 405 werd er het gerucht verspreid dat een groep Berbers op het punt stond om het klooster van Mozes aan te vallen. De broeders wilden daarop zich bewapenen en tegen de aanvallers vechten, maar Mozes verbood hen dat en zei hen dat ze zich moesten terugtrekken. Hij bleef zelf samen met zeven monniken achter en ze werden door de aanvallers gedood.